# Peter Rauen

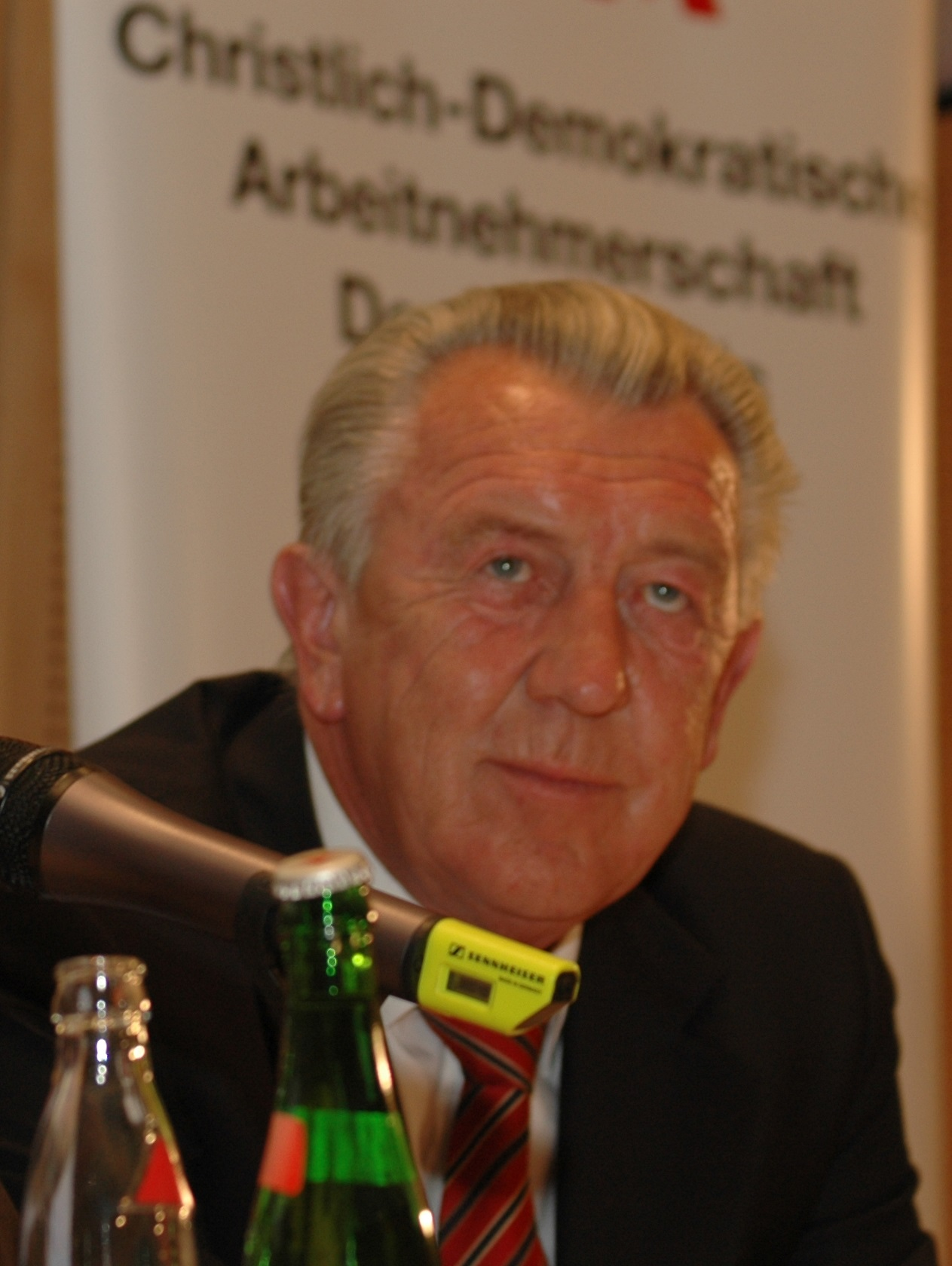
Peter Rauen

Peter Rauen (* 26. Januar 1945 in Salmrohr) ist ein ehemaliger deutscher Politiker (CDU). Er war Mitglied des Deutschen Bundestages und Mitglied des Landtages von Rheinland-Pfalz.

## Leben und Beruf
Nach dem Besuch des Gymnasiums absolvierte Rauen zunächst eine Maurerlehre und besuchte anschließend die Berufsaufbauschule und die Fachhochschule, die er als Diplom-Ingenieur (FH) verließ. Von 1967 bis 2003 war er als selbständiger Bauunternehmer und Geschäftsführer der Bau-GmbH Peter Rauen tätig. Er ist seit 2003 weiterhin an der Bau GmbH Peter Rauen beteiligt und außerdem Komplementär der Peter Rauen KG.
Peter Rauen ist verheiratet und hat zwei Kinder.

## Partei
Rauen trat 1966 in die CDU ein. Von 1985 bis 1991 war er Vorsitzender des CDU-Kreisverbandes Bernkastel-Wittlich und von 1991 bis 2005 Vorsitzender des CDU-Bezirksverbandes Trier. Er gehört seit 1992 dem CDU-Bundesvorstand an und war von 1998 bis 2002 auch Mitglied des Präsidiums der CDU.
Von 1997 bis 2005 war er Bundesvorsitzender der Mittelstands- und Wirtschaftsvereinigung der CDU/CSU. 
2004 forderte Rauen den Landesvorsitzenden Christoph Böhr zu einer Mitgliederbefragung um die Spitzenkandidatur der CDU für die Landtagswahl 2006 in Rheinland-Pfalz heraus. Jedoch konnte er die Mehrheit der CDU-Mitglieder nicht hinter sich vereinen, und so zog er seine Kandidatur wenige Tage vor dem Landesparteitag der CDU zu Gunsten Christoph Böhrs zurück.

## Abgeordneter
Rauen gehörte von 1974 bis 1983 dem Gemeinderat von Salmtal und dem Verbandsgemeinderat der Verbandsgemeinde Wittlich-Land an und war von 1979 bis 1991 Mitglied des Kreistages Bernkastel-Wittlich.
Von 1983 bis 1987 war er Mitglied des Landtages von Rheinland-Pfalz. 
Von 1987 bis 2009 war Rauen Mitglied des Deutschen Bundestages und war hier war er von 2000 bis 2002 stellvertretender Vorsitzender der CDU/CSU-Bundestagsfraktion. Er war von 2002 bis 2005 zunächst Vorsitzender und war seit 2005 stellvertretender Vorsitzender des Sportausschusses. Peter Rauen ist stets als direkt gewählter Abgeordneter des Wahlkreises Bitburg in den Bundestag eingezogen. Bei der Bundestagswahl 2005 erreichte er hier 49,0 % der Erststimmen.
Am 17. Dezember 2004 berichtete die Saarbrücker Zeitung, dass jeder Bundestagsabgeordnete laut einem Schreiben von Peter Rauen und Peter Danckert (SPD) zwei Karten für Spiele der Fußball-Weltmeisterschaft 2006 erwerben könne. Diese Möglichkeit räume das Organisationskomitee jedem Parlamentarier angeblich auf Bitten des Sportausschusses ein, dessen Vorsitzender bzw. stellvertretender Vorsitzender Rauen und Danckert damals waren. Das Organisationskomitee dementierte den Bericht und erklärte, es gebe für Parlamentarier keine Kartenreservierungen, gestand jedoch Absprachen mit dem Sportausschuss ein, „Ticket-Wünsche zu sammeln und zu prüfen“.

## Gesellschaftliches Engagement
In den Jahren 1971 bis 1999 war Peter Rauen Präsident des Fußballvereins FSV Salmrohr, für den er selbst bis Beginn der 1980er-Jahre als Fußballer aktiv war. In der Saison 1985/1986 gelang dem Verein unter Rauens Präsidentschaft der Aufstieg in die 2. Bundesliga. Von 1999 bis 2001 war er Präsident bei Eintracht Trier.

## Sonstiges
Peter Rauen ist zwischen 2001 und Anfang 2008 neunmal von Gerichten wegen erheblicher Übertretungen von Geschwindigkeitsbegrenzungen im Straßenverkehr verurteilt worden. Zu den Gerichtsverhandlungen kam es jeweils, weil Rauen regelmäßig gegen die ihm erteilten Bußgeldbescheide Einspruch einlegte und dagegen klagte. Rauen musste Bußgelder zwischen 50 und 1.000 Euro zahlen. Viermal wurden ihm Fahrverbote erteilt.
Durch die häufigen Rechtsverstöße hat er inzwischen eine hohe Zahl von Punkten im deutschen Verkehrszentralregister gesammelt. Die genaue Zahl gibt der Bundestagsabgeordnete nicht bekannt. Allerdings hat eine Sprecherin der Verbandsgemeinde, in der er gemeldet ist, mitgeteilt, dass ihm der Entzug des Führerscheins droht. Nach Recherchen der Zeitung Express hat Rauen im Rahmen der acht Verurteilungen insgesamt 23 Punkte angesammelt. Der Führerschein ist ihm nur deswegen nicht bereits entzogen worden, weil er im März 2006 nach einem „Aufbauseminar“ und einer „freiwilligen verkehrspsychologischen Beratung“ 6 Punkte erlassen bekam.
Bei der Geschwindigkeitsübertretung, die die stärkste öffentliche Beachtung fand, war Rauen im September 2005 auf der Autobahn 565 bei Bonn 31 km/h zu schnell gefahren. Vor Gericht hatte er den Führerscheinentzug mit den Behauptungen abwenden wollen, dass er nicht zu schnell gefahren sei, dass die Radarmessung durch ein so genanntes „Triple-Phänomen“ von einem Transporter auf der Gegenfahrbahn verfälscht worden sei, und dass nicht er, sondern sein Sohn das Fahrzeug gefahren sei. Rauens Sohn hatte sogar schriftlich bestätigt, dass er an dem Tag das Fahrzeug gelenkt habe, verweigerte als Zeuge vor Gericht dann aber die Aussage. Das Gericht stellte nach Einholung von Expertengutachten in seinem Urteil im Januar 2007 fest, dass das Radargerät korrekt gemessen hat. Außerdem wurde Peter Rauen durch das Radarfoto eindeutig als Fahrer identifiziert. Die Staatsanwaltschaft Bonn leitete daraufhin ein Ermittlungsverfahren wegen falscher Verdächtigung ein. Das Verfahren wurde nach fünf Monaten eingestellt, nachdem der Politiker dazu bereit war, eine „Geldauflage“ in Höhe von 2.000 Euro zu zahlen.
Die von einer CDU-Landrätin geleitete Kreisverwaltung Bernkastel-Wittlich hat danach Dienstaufsichtsbeschwerde gegen die Richterin eingereicht, weil diese in der Verhandlung nachgefragt hatte, ob angesichts der gesammelten Verstöße Rauens Verkehrspunktekonto richtig geführt werde. Daraufhin hat das Verkehrsministerium in Mainz die Akte angefordert, um im Rahmen der Fachaufsicht die Tätigkeit der Kreisverwaltung auf eine Begünstigung des Politikers zu prüfen. Dabei hat das Ministerium „einzelne Verfahrensmängel“ gefunden, über die es aus Datenschutzgründen keine näheren Angaben machen wollte.
Im Januar 2008 ist Rauen erneut zu einem einmonatigen Fahrverbot verurteilt worden wegen einer Geschwindigkeitsübertretung, die er am 24. Januar 2007, in unmittelbarer zeitlicher Nähe zur vorigen Gerichtsverhandlung, begangen hatte. Rauen hatte abermals die Messung angezweifelt und das Gerät als „veraltet“ bezeichnet, worauf wiederum durch ein Gutachten die einwandfreie Messung bestätigt worden ist. Dabei engagierte er als Anwalt den Vizepräsidenten des deutschen Verkehrsgerichts, der die Verhandlung vom Juni 2007 bis zum Januar 2008 verzögerte. Das Gericht betonte in seiner Urteilsbegründung, Rauen habe sich einer „groben und beharrlichen Verletzung“ seiner Pflichten als Fahrer schuldig gemacht, obwohl er als Bundestagsabgeordneter „Vorbildcharakter“ habe: „Es darf nicht der Eindruck entstehen, dass diese Leute besser behandelt werden als alle anderen Verkehrsteilnehmer.“ Gegen das Urteil hat Rauen wiederum Rechtsbeschwerde eingelegt, so dass die Rechtskräftigkeit des Urteils so lange verzögert werden wird, bis im März 2008 drei Verkehrspunkte aus 2003 wegfallen.